# 沙特通讯社
沙特通讯社（Saudi Press Agency，SPA，阿拉伯语：‎）又稱沙特新闻社、沙烏地新聞社，是沙特阿拉伯的官方新聞社。沙特通讯社成立于1970年，是沙特阿拉伯第一家国家通讯社。该社也是波斯湾地区的第一家新聞社。沙特通讯社由沙特媒体部负责，因此沙特通讯社負責人直接向部长匯報工作。沙特通讯社用阿拉伯语和英语发布新闻。该社在波恩、开罗、伦敦、突尼斯和华盛顿特区设有办事处。